# OTP Bank
OTP Bank Group један је од највећих независних пружалаца финансијских услуга у средњој и источној Европи са комплетним спектром банкарских услуга за физичка лица и корпоративне клијенте. OTP Group чине велика зависна предузећа која пружају услуге у области осигурања, некретнина, факторинга, лизинга и управљања имовином, инвестиционих и пензионих фондова. Банка опслужује клијенте у 10 земаља, и то у Мађарској, Бугарској, Србији, Румунији, Хрватској, Украјини, Црној Гори, Словенији, Албанији и Русији.
До 2018. године, OTP Group је имао више од 36.000 запослених, 13 милиона клијената и преко 1.500 филијала. OTP је и даље највећа комерцијална банка у Мађарској са преко 25% тржишног учешћа.
OTP Group је започео своју делатност 1949. године када је основан OTP Bank као државна штедионо-комерцијална банка. OTP је скраћеница од Országos Takarék Pénztár (Национална штедионица), што указује на првобитну сврху оснивања банке. Банка је изашла на берзу 1995. године, а удео државе у капиталу банке смањен је на једну повлашћену златну акцију, која је такође недуго затим елиминисана. Тренутно је већина акција банке у власништву приватних и институционалних инвеститора, што обезбеђује стабилну власничку структуру предузећа. OTP има високу free float структуру акционара, са коефицијентом слободног промета од 68,61%. Остатак држе милијардер Forbes-а Мегдет Рахимкулов са 8,88%, мађарски MOL Group са 8,57%, француска Groupama са 8,3% и амерички Lazard са 5,64%.

## Зграде
- у Будимпешти
- у Будимпешти
-OTP Bank у Мишколцу
-OTP Bank у Хајдусобослу
-OTP Bank у Москви
-OTP Bank у Макарској
-OTP Bank у Одеси
-OTP Bank у Братислави
-OTP Bank у Шахију
-OTP сплитска банка у Сплиту